# Sola Sobowale
Sola Sobowale, née le 26 décembre 1963, est une actrice, scénariste, réalisatrice et productrice nigériane. Elle est notamment connue pour sa participation à la première saison de la série populaire de la télévision nigériane Super Story (en).

## Carrière
Sola Sobowale commence sa carrière en jouant dans The Village Headmaster (en), Mirror in the Sun (en) et dans le film yoruba Asewo To Re Mecca. Elle rejoint la comédie à travers de nombreux rôles dans des films produits par l'Awada Kerikeri Group, sous la direction d' Adebayo Salami (en). En 2001, elle devient une star grâce à sa participation à Oh Father! Oh Daughter!, la première saison de la série populaire Super Story (en). Elle figure dans Dangerous Twins (en), un film dramatique nigérian de 2004 produit par Tade Ogidan (en), écrit et réalisé par Niji Akanni (en). En 2011, Sola Sobowale  figure dans Family on Fire (en) produit et réalisé par Tade Ogidan.
Au fil des ans, Sola Sobowale scénarise, réalise et produit plusieurs films nigérians. Elle scénarise, produit et réalise par exemple en 2010 Ohun Oko Somida (sw), un film mettant en vedette Adebayo Salami,

## Récompenses
En 2019, Sola Sobowale reçoit l'African Movie Academy Awards (AMAA) de la meilleure actrice pour son rôle dans le film nigérian de 2018 King of Boys,

## Vie privée
Sola Sobowale est mariée et mère de quatre enfants.
Elle est l'ambassadrice de la gamme Bien-être de la société de matelas Mouka.

## Filmographie (extraits)

### Actrice
- Asewo To Re Mecca (1992)
- Diamond Ring (en)  (1998)
- Super Story : Oh Father, Oh Daughter (2001)
- Outkast (en) (2001)
- Ayomida (2003)
- Ayomida 2 (2003)
- Dangerous Twins (en) (2004)
- Disoriented Generation (2009)
- Ohun Oko Somida (2010)
- Family on Fire (en) (2011)
- The Wedding Party (2016)
- Christmas Is Coming (en) (2017)
- The Wedding Party 2 (en) (2017)
- King of Boys (2018)
- The Men's Club (en) (2018 - 2020)
- Wives on Strike: The Revolution (2019)
- Gold Statue (en) (2019)
- In Case of Incasity (2020)
- King of Boys: The Return of the King (en) (2021)

### Productrice
- Ayomida (2003)
- Ayomida 2 (2003)
- Ohun Oko Somida (2010)